# Katabolizmus
Az élő szervezetek biokémiai reakciók során történő tápanyaglebontását katabolizmusnak, vagy más szóval disszimilációnak, lebontásnak nevezik. Ez a szervezetek energiafelszabadító folyamata, melynek során a bonyolult szerves vegyületekből (például poliszacharidokból, lipidekből, fehérjékből, nukleinsavakból) egyszerűbb felépítésű szerves vagy szervetlen vegyületek (például monoszacharidok, zsírsavak, nukleotidok, aminosavak stb.) keletkeznek. Az ezekből a kisebb molekulákból, ún. monomerekből álló nagyobb molekulákat polimereknek nevezzük.
A sejtek a monomereket vagy újra felhasználják polimerek szintéziséhez, vagy tovább bontják még egyszerűbb végtermékekre, ezzel további energiát szabadítva fel. A sejtek anyagcsere végtermékei közé tartoznak például a tejsav, az ecetsav, a szén-dioxid, az ammónia és a karbamid (urea). Ezen termékek többnyire oxidatív folyamatok során keletkeznek, amely során a felszabaduló kémiai energia egy része hő formájában „elvész”, míg a többi része az ATP (adenozin-trifoszfát) szintézisére fordítódik. Ez a molekula szolgál (többek között) a szervezet energiaszállítójaként: az anabolikus szintézisek során az ATP lebomlik, közben energia szabadul fel, mely a felépítő folyamatok (anabolizmus) végbemeneteléhez szükségesek. A katabolizmus tehát a sejtek fenntartásához és növekedéséhez szükséges energiát biztosítja. A katabolikus folyamatok közé tartozik például a citromsavciklus, a zsírok zsírsavakká történő lebontása a zsírszövetben és a májban, valamint az izmok és a máj fehérjéinek lebontása (a keletkező aminosavakat a szervezet a glükoneogenezisben hasznosítja).
A katabolizmus az emberi szervezetben is erős kontroll alatt van. Az eddig ismert, katabolizmusra ható molekulák jórészt hormonok, illetve maguk az anyagcserében részt vevő köztes termékek (intermedierek). Az endokrinológusok a hormonokat hagyományosan anabolikus és katabolikus hormonokra osztják fel, aszerint, hogy melyik folyamatot serkentik, de több típusú hormonfelosztást ismerünk. A 20. század eleje óta ismerjük az ún. „klasszikus” katabolikus hormonokat. Ezek a glukagon, a hidrokortizon és az adrenalin (más katekolaminokkal együtt). Az elmúlt évtizedekben azonban számos új, részben a katabolizmusra ható hormont is felfedeztek: ilyenek például a citokinek, az orexin (hipokretin) és a melatonin.[forrás?]

## Fordítás
- Ez a szócikk részben vagy egészben  a   catabolism című angol Wikipédia-szócikk ezen változatának fordításán alapul.  Az eredeti cikk szerkesztőit annak laptörténete sorolja fel. Ez a jelzés csupán a megfogalmazás eredetét és a szerzői jogokat jelzi, nem szolgál a cikkben szereplő információk forrásmegjelöléseként.